# Emma Jørgensen
Emma Jørgensen (n. 30 ianuarie 1996, Bursø⁠(d), Danemarca) este o caiacistă ce a reprezentat Danemarca, medaliată olimpică. A participat la 3 ediții ale Jocurilor Olimpice (2016, 2020, 2024) în care a câștigat o medalie de bronz.